# Karbala FC
El Karbala FC es un equipo de fútbol de Irak que juega en la Super Liga de Irak, la liga de fútbol más importante del país.

## Historia
Fue fundado en el año 1958 en la ciudad de Karbala y han pasado la mayor parte de su historia en las divisiones inferiores de Irak, aunque desde la temporada 2010/11 juegan en la Liga Premier de Irak.

### Incidente
El 23 de junio del 2013 7 jugadores del Karbala junto al entrenador fueron atacados a garrotazos por la policía antiterrorista. Cinco de esos jugadores quedaron en condición crítica y el 30 de junio el entonces entrenador del club Mohammed Al-Jaboury murió en el hospital.

## Estadio
El club juega sus partidos de local en el Karbala Sports City de la ciudad de Karbala, el cual cuenta con capacidad para 30.000 espectadores, inaugurado en el año 2016.